# Germán García Zacipa
Germán Augusto García Zacipa (Bogotá, 1 de octubre de 1960) es un psicólogo y político colombiano.

## Biografía
Vivió su juventud en el de Cundinamarca, trabajó por 15 años en el sector privado en el área de recursos humano. Es psicólogo de la Universidad Nacional de Colombia, especialista en Administración y Gerencia de Recursos Humanos de la Universidad de los Andes, y especialista en Derecho Laboral de la Universidad Nacional de Colombia.
Empieza su carrera política en 1997 en Engativá como edil y luego como concejal en el Concejo de Bogotá desde 2000. Fue Concejal de Bogotá para el periodo 2012-2015 por el Partido Liberal.
Previamente a su primera elección al Concejo de Bogotá en 2000, García Zácipa se desempeñó en el sector privado como especialista en las áreas de recursos humanos durante 15 años. En 1997 obtiene una curul en la Junta Administradora Local de la localidad de Engativá. En 2000, fue elegido al Concejo de Bogotá por el Partido Liberal con 11,398 votos. En sus años en el Concejo ha trabajado en proyectos como el Sistema Distrital de Salud Mental y un sistema de devolución de documentos extraviados, entre otros.

## Familia
García Zacipa es así mismo hermano de Alfonso García Zacipa, propietario de la Clínica Partenón de la localidad de Engativá. Se abstuvo de participar en las elecciones locales de 2015, pero impulso a su hijo Germán Augusto García Maya quien fue elegido por 25.259 votos.  Es también tío de Cesar Alfonso García Vargas, concejal de Bogotá reelecto en 2015 por 23.500 votos.
Para las elecciones del 2019 su hijo Germán fue reelecto por el Partido Liberal Colombiano. 